# Украинцы в Оренбуржье
Украи́нцы в Оренбуржье (укр. Українці Оренбуржжя) — одна из крупнейших национальных общин, которая сформировалась исторически и внесла значительный вклад в освоение и развитие данного региона.

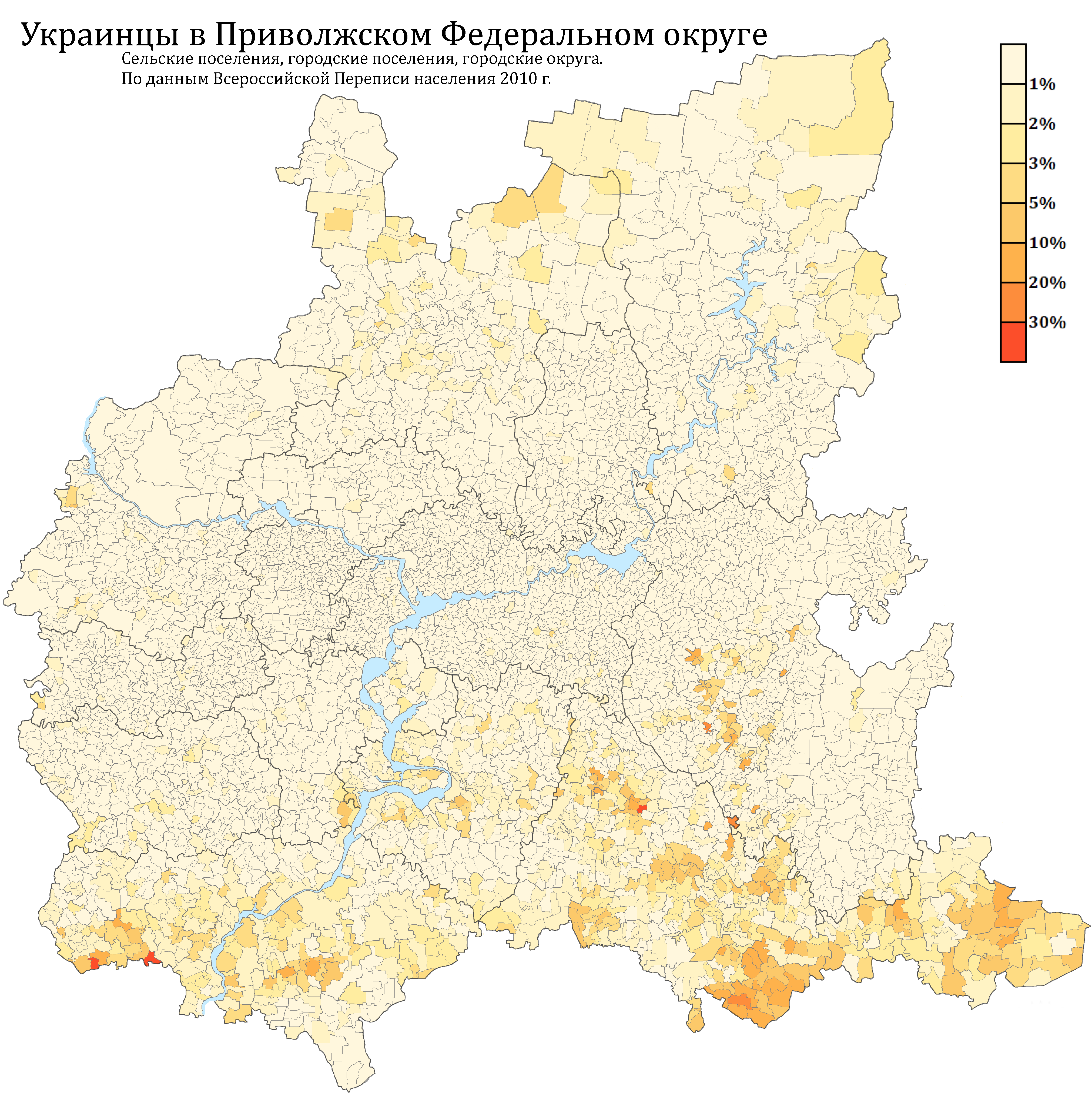
Расселение украинцев на территории Поволжья и Оренбуржья по данным переписи 2010 года

Исторически украинская община сформировалась в процессе переселенческого движения, колонизации и освоения территорий Южного Урала (современной Оренбургской области), начиная с XVIII века.
Украинский поэт и мыслитель Тарас Григорьевич Шевченко по рекрутской повинности был определён на военную службу рядовым в Отдельный Оренбургский корпус, размещавшийся в Оренбургском крае (территория современных Оренбургской области России и Мангистауской области Казахстана), в 1847—1857 годах находился в Оренбургском крае.

## История
Расширение в эпоху становления Российской империи привело к созданию одного из самых больших государств в истории человечества, территория которого охватила площади от Балтийского моря до Тихого океана. Это наложило существенный отпечаток на особенности развития исторического процесса. Территориальная экспансия и миграция являлись неотъемлемой частью российской истории на протяжении столетий.
Можно констатировать, что именно миграция и переселение населения из различных регионов сыграли важнейшую роль в истории государства, что объясняется большим воздействием этих процессов на социально-экономическое, культурное и демографическое развитие страны. Одной из окраин Российской империи являлся Оренбургский край, который начал активно заселяться с 30-х годов XVIII века. Понимая, что Оренбургская земля является воротами из Азии в Европу, царское правительство стало уделять больше внимания вопросам развития края и, прежде всего, заселению необъятных территорий за счет переселения народов из других регионов. Весомую роль в земледельческом освоении края играло пришлое крестьянское население, которое приносило с собой веками сложившуюся культуру земледелия, агротехнические навыки и приемы. Своим упорным трудом они поднимали целину, расширяли пахотные земли, способствовали переходу башкир и казахов от полукочевого хозяйства к земледелию и, в конечном итоге, превращению края в район крупного производства хлеба.
Особая роль в заселении края отводилась переселенцам с территории современной Украины. Не случайно, что данная проблема получила достаточно широкое освещение в региональной литературе. Новый виток интереса к истории украинского переселенческого населения возник в конце XX века и был обусловлен распадом СССР.
Миграцию украинского населения можно условно разделить на четыре этапа:
- 1 этап — 1730—1740 гг.;
- 2 этап — 1820—1840 гг.;
- 3 этап — после отмены крепостного права — 1861—1910 гг.;
- 4 этап — 1954—1960 гг. и до нашего времени[7].

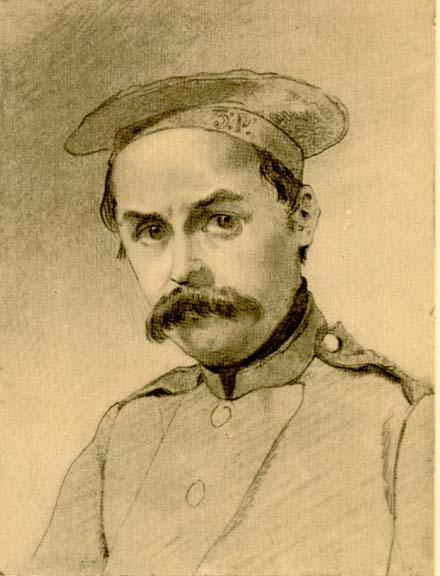
Тарас Григорьевич Шевченко в период своей службы в Оренбурском крае, Орской крепости

Основная масса украинцев прибыла и поселилась на территории Оренбургской области в самом конце XIX и начале XX веков (до войны 1914 г.) и лишь незначительная часть украинцев прибыла в первой половине XIX века.
Процесс переселения украинцев в пределы области в пореформенное время являлся частью широкого крестьянского переселенческого движения, которое носило характер стихийного, слабо регулируемого властями миграционного процесса. Они сотнями и тысячами устремлялись на восток, в Заволжье, Оренбургские степи. Главной причиной, вынуждавшей крестьян покидать родные места, распродавать имущество и отправляться в далекий путь в поисках свободной земли и лучшей доли, было малоземелье, а также возрастающие недоимки.
Насколько интенсивно шел приток крестьян украинцев в Оренбургскую губернию, можно судить из сравнения итогов первой Всероссийской переписи 1897 г. с данными о числе украинцев в области в 60-х годах XIX века. По данным первой Всероссийской переписи 1897 г., только в пределах Оренбургского и Орского уездов (без городов) насчитывалось уже 38 905 чел. украинцев (в Оренбургском уезде — 29 942 чел., в Орском — 8 963 чел.). Следовательно, примерно за 30 лет число украинцев в Оренбургском и Орском уездах увеличилось почти в 3 раза. В данный период на территории этих уездов возник целый ряд украинских селений, как например, с. Георгиевка Александровского района, с. Ильинка и Верхний Бурлюк Белозерского района, с. Петропавловка Екатериновского района, с. Бака и Шубино Ново-Покровского района, с. Анатольевка Октябрьского района, пос. Камышевка и Дорожки Покровского района, пос. Старосейка Саракташского района, с. Покровка и Малая Слобода Шарлыкского района и др.
Дальнейший рост численности украинского населения в пределах области связан с переселенческой политикой после революции 1905 г. и началом реформ П. А. Столыпина, когда царизм путем переселения малоземельных крестьян из центральных и южных губерний России в Сибирь, на Кавказ и оренбургские степи пытался разрешить аграрный вопрос. С целью ослабления борьбы крестьянства за землю правительство изменило свою политику в отношении крестьянских переселений, старалось организовать переселение в Сибирь, казахстанские и заволжские степи. Закон от 6 июня 1904 г., дополненный правилами от 10 марта 1906 г., давал полную свободу переселению крестьян при помощи Крестьянского банка с распространением права собственности переселенцев на занятую землю. Это увеличило приток украинцев в Оренбуржье и конкретно в Орский уезд. На территории современных районов Восточного Оренбуржья — Адамовского, Домбаровского, Ясненского возникло 78 украинских поселений с населением в 43,4 тыс. чел.
С начала XX века росло переселение в Сибирь и Заволжье. В период с 1893 по 1913 гг. из пяти украинских губерний Российской империи — Черниговской, Полтавской, Киевской, Подольской и Волынской — переселилось в Сибирь свыше 1 140 000 чел. обоего пола. Большое число украинцев поселилось также и в Заволжье, и в казахстанских степях. О значительности переселенческого движения украинцев с конца XIX века и по начало войны 1914 г. на территорию современной области можно судить по тому, что за это время возникли все украинские села и поселки в современных Адамовском, Домбаровском, Акбулакском и Буртинском районах (в его левобережной части), входивших в пределы бывшей Тургайской области. За это же время возникли многие украинские села в Екатериновском, Гавриловском, Ново-Покровском, Халиловском районах, посёлки и хутора в Державинском, Ивановском, Красно-Партизанском и других районах западной половины области, много украинцев поселилось в казачьих станицах и посёлках Уральского казачьего войска на территории современных Тепловского, Ташлинского и Мустаевского районов, где они арендовали казачьи земли. Значительная часть в Оренбургском казачьем войске были украинцами. Насколько быстро шел приток украинского населения в пределы области, можно видеть из сравнительных данных переписи 1897 г. с данными переписи 1920 года: по переписи 1897 г., в Оренбургском и Орском уездах насчитывалось 38 905 украинцев, то в 1920 г. на этой территории было 74 219 украинцев, то есть их число увеличилось почти в 2 раза за каких-то 20 лет.
Согласно историческим этапам переселения украинское население области в основном сложилось в период с 60-х гг. XIX века по 1914-17 гг., далее преимущественно происходил процесс естественного прироста населения. Как свидетельствуют архивные документы, переселение шло из следующих губерний: Киевской, Волынской, Подольской, Черниговской, Полтавской, Харьковской, Таврической, Одесской, Екатеринославской и т. д. Названия отдельных поселений украинцев также указывают на район выхода переселенцев. Переселенцы, обосновавшись на новом месте, часто называли свой поселок именем губернии, уезда, в которых они жили до переселения. Так произошли названия сел и поселков, как Екатеринославка, Полтавка, Днепровка, Харьковка и т. д., поэтому названия отдельных украинских населенных пунктов области ясно указывают на места, откуда вышли переселенцы-украинцы. Приведем некоторые из них: с. Брацлавка Адамовского района, с. Брянчаниново Красно-Партизанского района, поселок Новая Волынь Бугурусланского района, с. Екатеринославка Домбаровского района и т. д. Согласно архивным данным, за 150 лет украинцами основано более 280 населенных пунктов, что сыграло важную роль в хозяйственном освоении нашего края и, прежде всего, внедрении высокой культуры земледелия.
Украинцы сыграли важную роль в хозяйственном освоении края. Преимущественно земледельческое украинское население принесло с собой исторически сложившуюся культуру земледелия. С поселением украинцев связано широкое применение волов при распашке. Переселенцы-украинцы стали развивать в оренбургских степях животноводство, огородничество, бахчеводство, а также ремесленные промыслы — гончарное, кузнечное дело и др. Несмотря на сложности и тяготы переселения, украинские крестьяне, гонимые нуждой и малоземельем, на рубеже XIX—XX веков продолжали активно осваивать регион Южного Урала. Кроме того, безболезненное вливание украинского населения было связано с тем, что украинские переселенцы не принесли с собой на Оренбургскую землю какие-либо новые верования и религиозные традиции. В своем большинстве они были православными. И, вливаясь в число православных верующих Оренбургской епархии, они имели поддержку не только со стороны губернских властей, но и со стороны епархиальных.

## Культура
В 1989 году в Оренбурге был открыт мемориальный музей-гауптвахта во время празднования 175-летнего юбилея Тараса Шевченко. Здание, в котором расположился музей, было построено в 1843 году для нужд канцелярии одного инженерного подразделения. Именно в этом здании в апреле 1851 года находился под арестом знаменитый украинский поэт и художник, арестованный за участие в тайной организации, вошедшей в историю как Кирилло-Мефодиевское братство.

Дом, в котором жил Шевченко — историческое здание Оренбурга и объект культурного наследия народов РФ

В музее представлена типичная обстановка гауптвахты XIX века — маленькая камера, караульное помещение, а на окнах массивные кованые решетки, которые изображены на одном из рисунков Шевченко.
Экспонаты представленные вниманию посетителей в главном зале, подробно отражают этапы судьбы Тараса Шевченко, а именно: документы о пребывании Шевченко в Орске, Аральской экспедиции, Оренбурге, а также о семи годах пребывания на полуострове Мангышлак, на территории нынешнего Казахстана. Под арестом на гауптвахте Тарас Шевченко оказался из-за нарушения запрета — император Николай I запретил ссыльному поэту писать и даже рисовать, однако вдохновившись участием в научной экспедиции, Шевченко проигнорировал это указание и создал несколько портретов жителей Оренбурга.
Известен также дом, в котором жил Шевченко — историческое здание Оренбурга и объект культурного наследия народов РФ. В этом доме в 1849 году жил Т. Г. Шевченко в ссылке. В начале 2016 года снесён, на его месте организована парковка для клиентов банка «Русь». По факту незаконного сноса возбуждено уголовное дело.
В 1959 году в Орске был поставлен памятник украинскому поэту в центральной части города на площади имени Т. Г. Шевченко, одной из самых красивых в городе. Скульптор Л. М. Писаревский, архитектор Н. К. Габелко. Имя Шевченко носят Орский педагогический институт, одна из городских библиотек и улица Шевченко.